# The Man with the Golden Gun
The Man With The Golden Gun (Manden med den gyldne pistol) er en britisk actionfilm fra 1974. Filmen er den niende i EON Productions serie om den hemmelige agent James Bond, der blev skabt af Ian Fleming.
Filmen har sit navn fra Flemings roman The Man with the Golden Gun fra 1965, men det var dog kun nogle af hovedpersonerne og enkelte detaljer, der blev genbrugt fra romanen. Til gengæld er Sheriff J. W. Pepper fra den foregående film Live and Let Die med igen. Filmens baggrund blev hentet i den aktuelle energikrise. 1970'ernes populære kampsportsfilm gav også en del inspiration.
Forud for optagelserne var gået flere år med overvejelser om, hvor filmen skulle indspilles. Cambodia var først på tale, men det satte blodige oprør en stopper for. Jamaica, hvor bogen foregår, gik heller ikke, for der havde man lige filmet Live and Let Die. Så kom Bam i Iran på tale, men udbruddet af Yom Kippur-krigen mellem Israel og Egypten gjorde, at det også måtte droppes. Ha Long-bugten ved Vietnam var næste inde i billedet, men man endte med at vælge Phuket i Thailand.

## Plot
Bond modtager en hilsen fra den kendte lejemorder Fransisco Scaramanga, Manden med den gyldne pistol, der advarer om, at Bond står for tur. Bond tager udfordringen op og sporer via Beirut og Macau Scaramanga til Hong Kong. Her myrder Scaramanga professor Gibson, hvilket sætter Bond på sporet af en mere kompliceret sag inkluderende industrimanden Hai Fat, der har hyret Scaramanga til at skaffe ham Gibsons opfindelse, Solex Agiator.

## Medvirkende
- Roger Moore – James Bond
- Christopher Lee – Francisco Scaramanga
- Britt Ekland – Mary Goodnight
- Maud Adams – Andrea Anders
- Herve Villechaize – Nick Nack
- Clifton James – Sheriff J. W. Pepper
- Richard Loo – Hai Fat
- Soon-Tek Oh – Hip
- Bernard Lee – M
- Desmond Llewelyn – Q
- Lois Maxwell – Miss Moneypenny
- Marc Lawrence – Rodney

## Hjælpemidler
- Flyvende bil – Scaramangas AMC Matador kan påmonteres vinger og omdannes til et fly. Noget der mildest talt overrasker Bond og det lokale politi.[9]
- Den gyldne pistol – Scaramangas kendetegn og vigtigste hjælpemiddel. Sammensættes af fire tilsyneladende uskyldige dele: cigaret-etui (skæfte), lighter (kammer), fyldepen (løb) og manchetknap (aftrækker). Kan kun rumme en gylden kugle men Scaramanga behøver ikke mere.[10]
- Solex Agiator – Lille apparat til omdannelse af solenergi.[10]
- Falsk brystvorte – Bond får brug for en ekstra brystvorte, da han skal udgive sig for Scaramanga. Det eneste, man ved om forbryderens udseende, er nemlig, at han har tre brystvorter.[10]

## Lokaliteter i filmen
- London
- Beirut
- Macau og Scaramangas ø, Kina
- Hong Kong, herunder vraget af skibet RMS Queen Elizabeth.

## Optagesteder
- Pinewood Studios, London
- Macau, Kina
- Hong Kong
- Thailand

Scaramangas ø er den thailandske ø Ko Kow-Phing-Khan, mens naboøen med solpanelerne er Ko Khao Tapoo. Sidstnævnte omtales nu i turistlitteraturen som James Bond Island.